# Nyctiphanes australis
Nyctiphanes australis är en kräftdjursart som beskrevs av Georg Ossian Sars 1883. Nyctiphanes australis ingår i släktet Nyctiphanes och familjen lysräkor. Inga underarter finns listade i Catalogue of Life.

## Bildgalleri

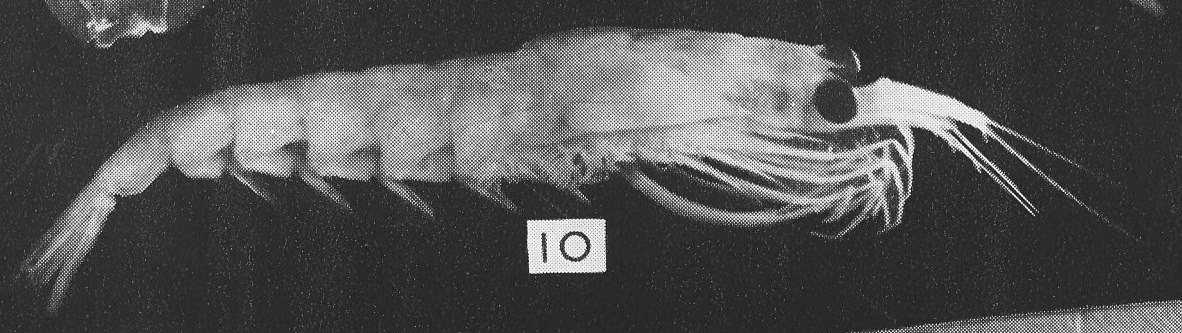